# Lillois-Witterzée
Pour les articles homonymes, voir Lillois.
Lillois-Witterzée (en wallon : Liloe) est une section de la commune belge de Braine-l'Alleud située en Région wallonne dans la province du Brabant wallon.
C'était une commune à part entière avant la fusion des communes de 1977.

## Démographie
- Sources:INS, Rem:1831 jusqu'en 1970=recensements, 1976= nombre d'habitants au 31 décembre

## Histoire
Lillois fusionna avec Witterzée le 7 novembre 1823.